# Edward James Olmos
Edward James Olmos, ameriški filmski in televizijski igralec ter režiser, * 24. februar 1947, Los Angeles, Združene države Amerike.
Rodil se je kot Edward Olmos staršema mehiškega porekla. Kot najstnik je vodil več rock skupin, v poznih 1960. letih pa se je preusmeril v igralstvo.
Njegova prva pomembnejša vloga je bila vloga pripovedovalca v gledališki igri Zoot Suit, za katero je bil nominiran za nagrado tony. Igral je tudi v filmski predelavi te igre in se kasneje pojavil v stranskih vlogah v več filmih, med njimi v kultnem Iztrebljevalcu (1982). Med 1984 in 1989 je odigral svojo najpomembnejšo vlogo do tedaj, vlogo redkobesednega policijskega poročnika Martina Castilla v detektivski seriji Miami Vice, za katero je prejel emmyja in zlati globus. Po tistem je igral še v več filmih in televizijskih serijah; od tega sta najopaznejši glavna vloga v filmski drami Stand and Deliver (1988), za katero je bil nominiran za oskarja, in vloga admirala Williama Adame v znanstvenofantastični seriji Bojna ladja Galaktika (2004–2009). Admirala Adamo je igral tudi v istoimenski miniseriji (2003) in televizijskem filmu The Plan (2009). V sklopu franšize Bojna ladja Galaktika se je preizkusil tudi kot režiser; režiral je štiri epizode serije in film The Plan.
V zasebnem življenju se aktivno posveča socialni problematiki v skupnosti latinskoameriških priseljencev v ZDA. S prvo ženo, igralko Katijo Kell, ima dva otroka. Njegov sin Bodie je prav tako igralec; ob očetu je igral v filmu Stand and Deliver in seriji Bojna ladja Galaktika.
Po njem je poimenovan asteroid 5608 Olmos.